# 1810

## أحداث
- بداية حرب تيكومسيه في 1 أغسطس 1810 والتي انتهت في 5 أكتوبر 1813.
- 25 ايار - ثورة ايار الأرجنتين (بداية من الاستقلال، والتي ستتوج في 9 يوليو 1816).
- 20 يوليو - إعلان كولومبيا استقلالها عن إسبانيا.
- 16 سبتمبر - استقلال المكسيك عن إسبانيا.

## مواليد
- ألفرد دي موسيه
- إليزابيث غاسكل
- ابراهام كوركيندول أليسون
- اونسلو ستيرنز
- بيير إدمون بواسييه
- توماس واكتينز ليجون
- روبرت شومان
- فرديناندو الثاني ملك الصقليتين
- فريدريك شوبان
- فرحان بن صفوق الجربا شيخ قبيلة شمر الجزيرة (1847-1890)
- لوسيوس روبنسون
- فرانشيسكو سالفوليني، عالم مصريات إيطالي.

## وفيات
- جاك فرانسوا مينو
- جون فيلهلم رايتر
- هنري كافيندش
- 9 مايو - بنجامين لينكون، ضابط أمريكي في حرب الاستقلال الأمريكية.